# 卡什縣
卡什縣（英語：Cache County）是美国犹他州北部的一個縣，北鄰爱达荷州，面積3,038平方公里。根據2020年美國人口普查，共有人口13萬3,154人。縣治洛根（Logan）。該縣成立於1856年，縣名指的是毛皮獸獵人的儲藏所。